# Градек, Камиль
Камиль Градек (пол. Kamil Gradek; род. 17 сентября 1990, Козегловы, Мышкувский повят, Силезское воеводство, Польша) — польский профессиональный шоссейный  велогонщик, выступающий за команду мирового тура «CCC Team».

## Достижения
2011
1-й  Чемпион Польши — Индивидуальная гонка U23
5-й Кубок Карпат
2012
1-й  Чемпион Польши — Индивидуальная гонка U23
2013
2-й Мемориал Хенрика Ласака
7-й Szlakiem Grodów Piastowskich — Генеральная классификация
7-й Tour of Małopolska — Генеральная классификация
2014
1-й Тур Китая I — Генеральная классификация
1-й — Этап 3
1-й Мемориал Анджея Трохановского
1-й Гран-при Чехии
3-й Тур Китая II — Генеральная классификация
4-й Szlakiem Grodów Piastowskich — Генеральная классификация
4-й Тур Олимпийской Солидарности — Генеральная классификация
1-й — Этап 2
5-й Гран-при Венгрии
8-й Tour of Małopolska — Генеральная классификация
9-й Тур Словакии — Генеральная классификация
9-й Кубок министра национальной обороны
2015
2-й Чемпионат Польши — Индивидуальная гонка
2-й Rund um Sebnitz
6-й GP Internacional do Guadiana — Генеральная классификация
9-й Велотон Стокгольм
10-й Европейские игры — Индивидуальная гонка
2016
8-й Тур Эстонии — Генеральная классификация
10-й Dookoła Mazowsza — Генеральная классификация
2017
1-й Ronde van Midden-Nederland — Генеральная классификация
1-й — Этап 1 (КГ)
2018
3-й Прогулка по тропе майора Хубаля — Генеральная классификация
10-й Нокере Курсе